# GP van Europa MX1 2006
De Grote Prijs van Europa 2006 in de MX1-klasse motorcross werd gehouden op 4 juni 2006 op het circuit van Sevlievo in Bulgarije. Het was de zesde Grote Prijs van het wereldkampioenschap. 
Stefan Everts was opnieuw ongenaakbaar. Hij won voor de zesde keer op rij, en was voor de vierde keer op rij de beste in beide reeksen. In de tussenstand van het WK vergrootte hij zijn voorsprong op de tweede, Tanel Leok, tot 81 punten.
Kevin Strijbos en Steve Ramon werden telkens tweede en derde in de reeksen en vervolledigden zo het Belgische podium.
Cédric Melotte kwam zwaar ten val tijdens de kwalificaties op zaterdag. Hij startte wel in de eerste reeks maar moest na drie ronden opgeven. In de tweede reeks kwam hij niet meer aan de start.

## Uitslag eerste reeks
| Plaats | Naam                  | Land |
| ------ | --------------------- | ---- |
| 1      | Stefan Everts         | BEL  |
| 2      | Kevin Strijbos        | BEL  |
| 3      | Steve Ramon           | BEL  |
| 4      | Brian Jørgensen       | DEN  |
| 5      | Pascal Leuret         | FRA  |
| 6      | Wyatt Avis            | RSA  |
| 7      | Ken De Dycker         | BEL  |
| 8      | Julien Bill           | SUI  |
| 9      | Tanel Leok            | EST  |
| 10     | Francisco García Vico | ESP  |

## Uitslag tweede reeks
| Plaats | Naam                  | Land |
| ------ | --------------------- | ---- |
| 1      | Stefan Everts         | BEL  |
| 2      | Kevin Strijbos        | BEL  |
| 3      | Steve Ramon           | BEL  |
| 4      | Tanel Leok            | EST  |
| 5      | Brian Jørgensen       | DEN  |
| 6      | Ken De Dycker         | BEL  |
| 7      | Pascal Leuret         | FRA  |
| 8      | Francisco García Vico | ESP  |
| 9      | Marvin Van Daele      | BEL  |
| 10     | Alex Salvini          | ITA  |

## Eindstand Grote Prijs
| Plaats | Naam                  | Land | Punten |
| ------ | --------------------- | ---- | ------ |
| 1      | Stefan Everts         | BEL  | 50     |
| 2      | Kevin Strijbos        | BEL  | 44     |
| 3      | Steve Ramon           | BEL  | 40     |
| 4      | Brian Jørgensen       | DEN  | 34     |
| 5      | Tanel Leok            | EST  | 30     |
| 6      | Pascal Leuret         | FRA  | 30     |
| 7      | Ken De Dycker         | BEL  | 29     |
| 8      | Francisco García Vico | ESP  | 24     |
| 9      | Wyatt Avis            | RSA  | 22     |
| 10     | Marvin Van Daele      | BEL  | 20     |

## Tussenstand wereldkampioenschap
| Plaats | Naam                  | Land | Punten |
| ------ | --------------------- | ---- | ------ |
| 1      | Stefan Everts         | BEL  | 292    |
| 2      | Tanel Leok            | EST  | 211    |
| 3      | Kevin Strijbos        | BEL  | 209    |
| 4      | Ken De Dycker         | BEL  | 197    |
| 5      | Steve Ramon           | BEL  | 191    |
| 6      | Jonathan Barragán     | ESP  | 150    |
| 7      | Pascal Leuret         | FRA  | 123    |
| 8      | Manuel Priem          | BEL  | 106    |
| 9      | Cédric Melotte        | BEL  | 105    |
| 10     | Brian Jørgensen       | DEN  | 102    |
| 11     | Sébastien Tortelli    | FRA  | 99     |
| 12     | Marvin Van Daele      | BEL  | 97     |
| 13     | Julien Bill           | SUI  | 90     |
| 14     | Francisco García Vico | ESP  | 84     |
| 15     | Antti Pyrhönen        | FIN  | 82     |
| 16     | James Noble           | GBR  | 79     |
| 17     | Danny Theybers        | BEL  | 60     |
| 18     | Wyatt Avis            | RSA  | 43     |
| 19     | Stephen Sword         | GBR  | 40     |
| 20     | Alex Salvini          | ITA  | 31     |
| 21     | Gordon Crockard       | IRL  | 31     |